# Spodoptera elata
Spodoptera elata är en fjärilsart som beskrevs av Fabricius 1781. Spodoptera elata ingår i släktet Spodoptera och familjen nattflyn. Inga underarter finns listade i Catalogue of Life.